# James Lillywhite
James Lillywhite Junior est un joueur de cricket professionnel et international anglais né le 23 février 1842 à Westhampnett près de Chichester et décédé le 25 octobre 1929 à Chichester. Il effectue sa carrière au sein du Sussex County Cricket Club. En 1877, il emmène une équipe professionnelle en tournée en Australie. Des rencontres qu'il y joue sont reconnues comme les deux premiers matchs de Test cricket de l'histoire, faisant de lui le premier capitaine de l'équipe d'Angleterre. Il devient par la suite arbitre international.

## Équipes
- Sussex

## Sélections
- 2 sélections en test cricket en 1877